# Кубок Еміра Кувейту з футболу 2024
Кубок Еміра Кувейту з футболу 2024 — 62-й розіграш кубкового футбольного турніру у Кувейті.

## Календар
| Раунд        | Дата             | Матчі | Клуби  |
| ------------ | ---------------- | ----- | ------ |
| Перший раунд | 26–29 січня 2024 | 7     | 15 → 8 |
| 1/4 фіналу   | 1–2 лютого 2024  | 4     | 8 → 4  |
| 1/2 фіналу   | 8 лютого 2024    | 2     | 4 → 2  |
| Фінал        | 21 травня 2024   | 1     | 2 → 1  |

## Перший раунд
| Команда 1     | Рахунок      | Команда 2           |
| ------------- | ------------ | ------------------- |
| 26 січня 2024 |              |                     |
| Аль-Арабі     | 1:0          | Аль-Сулайбікхат (2) |
| Ан-Наср       | 2:1          | Аль-Сахель (2)      |
| 27 січня 2024 |              |                     |
| Аль-Фахахіль  | 4:1          | Аль-Шабаб           |
| Аль-Кадісія   | 2:1          | Аль-Ярмук (2)       |
| 28 січня 2024 |              |                     |
| Ас-Сальмія    | 1:1 пен. 4:2 | Хайтан              |
| Казма         | 1:0          | Бурган (2)          |
| 29 січня 2024 |              |                     |
| Аль-Джахра    | 2:2 пен. 4:5 | Ат-Тадамун (2)      |

## 1/4 фіналу
| Команда 1     | Рахунок      | Команда 2      |
| ------------- | ------------ | -------------- |
| 1 лютого 2024 |              |                |
| Аль-Арабі     | 3:1          | Ан-Наср        |
| Аль-Кадісія   | 2:1          | Аль-Фахахіль   |
| 2 лютого 2024 |              |                |
| Казма         | 4:4 пен. 3:4 | Ас-Сальмія     |
| Аль-Кувейт    | 1:1 пен. 4:5 | Ат-Тадамун (2) |

## 1/2 фіналу
| Команда 1      | Рахунок | Команда 2   |
| -------------- | ------- | ----------- |
| 8 лютого 2024  |         |             |
| Аль-Арабі      | 1:2     | Аль-Кадісія |
| Ат-Тадамун (2) | 0:3     | Ас-Сальмія  |

## Фінал
| Команда 1      | Рахунок | Команда 2   |
| -------------- | ------- | ----------- |
| 21 травня 2024 |         |             |
| Ас-Сальмія     | 0:1     | Аль-Кадісія |